# NGC 6182
NGC 6182 é uma galáxia espiral (Sa) localizada na direcção da constelação de Draco. Possui uma declinação de +55° 31' 04" e uma ascensão recta de 16 horas, 29 minutos e 33,9 segundos.
A galáxia NGC 6182 foi descoberta em 24 de Abril de 1789 por William Herschel.